# Богдан Ханенко (монета)
«Богда́н Хане́нко» — ювілейна монета номіналом 2 гривні, випущена Національним банком України. Присвячена представнику відомого козацько-старшинського роду, колекціонеру, меценату, підприємцю, громадському діячу, який мав авторитет у фінансових і промислових колах та був помітною постаттю в діловому і громадському житті Києва, — Богдану Івановичу Ханенку. Справою життя Богдана Ханенка стало колекціонування. Разом із дружиною — Варварою Миколаївною, він зробив значний внесок у культурну спадщину України — понад сорок років Богдан і Варвара Ханенки збирали унікальні твори світового мистецтва та стали фундаторами музею, що носить їхнє ім'я.
Монету введено в обіг 17 січня 2019 року. Вона належить до серії «Видатні особистості України».

## Опис та характеристики монети
| Номінал грн. | Метал      | Маса, грам | Діаметр, мм. | Якість виготовлення       | Гурт     | Тираж, штук |
| ------------ | ---------- | ---------- | ------------ | ------------------------- | -------- | ----------- |
| 2            | нейзильбер | 12,8       | 31           | спеціальний анциркулейтед | рифлений | 35 000      |

### Аверс
На аверсі монети розміщено: угорі малий Державний Герб України, по колу написи «2019 УКРАЇНА» (угорі ліворуч), «ДВІ ГРИВНІ» (угорі праворуч), «БОГДАН ХАНЕНКО 1849—1917» (унизу); у центрі на передньому плані портрет Богдана Ханенка, на другому плані ліворуч — Варвари Ханенко. Логотип Банкнотно-монетного двору розміщено на дзеркальному тлі праворуч.

### Реверс
На реверсі монети зображено композицію — руки, що символічно тримають стилізовану кольорову картину (використано тамподрук).

## Автори
- Художник — Куц Марина.

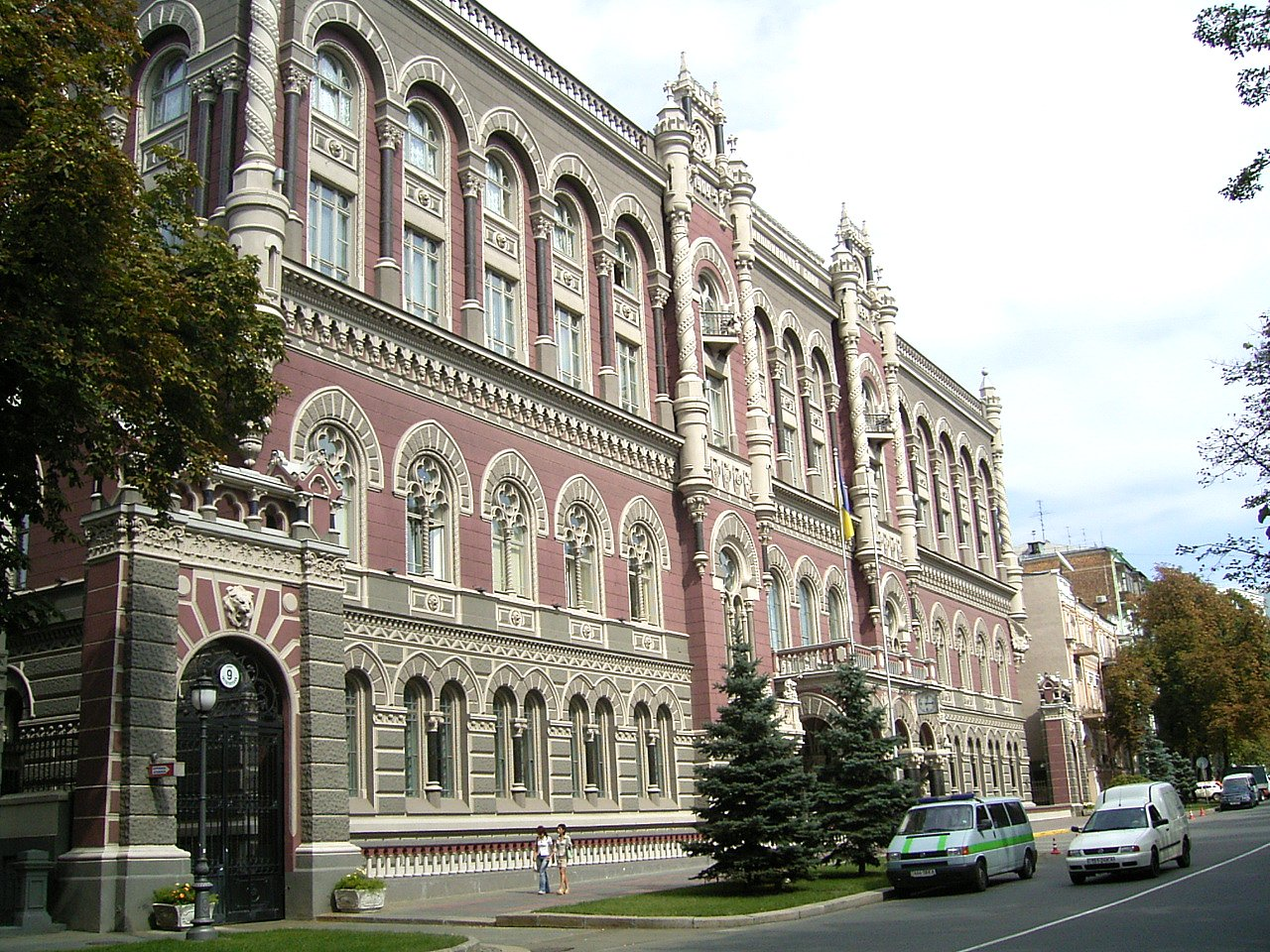
Будівля Національного банку України

- Скульптори: Атаманчук Володимир, Демяненко Анатолій.

## Вартість монети
Під час введення монети в обіг 2019 року, Національний банк України реалізовував монету за ціною 58 гривень.
Фактична приблизна вартість монети, з роками змінювалася так:
| Рік        | 2019 | 2020 | 2021 | 2022 | 2023 | 2024 | 2025 |
| ---------- | ---- | ---- | ---- | ---- | ---- | ---- | ---- |
| Ціна, грн. | 65   | 65   | 70   | 75   | 120  | 205  | 240  |